# コーセラ
コーセラ（英名：Coursera）は、スタンフォード大学コンピュータサイエンス教授アンドリュー・ンとDaphne Kollerによって創立された教育技術の営利団体である。世界中の多くの大学と協力し、それらの大学のコースのいくつかを無償でオンライン上に提供している。2012年11月の時点で196カ国から1,900,241人もの生徒が一つ以上の授業に登録をした。（もっとも、Daphne Kollerとのインタビューによると、授業を最後まで受講したのは、数十万人のみで、修了率は7～9パーセントに留まった。）

## ビジネスモデル
コーセラは営利団体であるが、現在収益を出していない。コーセラも参加大学もかなりの費用をそれぞれ負担している。2012年12月の時点で、コーセラはベンチャーキャピタルからの投資により、その事業を運営している。2012年4月、シリーズAベンチャーキャピタルのクライナー・パーキンス・コーフィールド・アンド・バイヤーズのジョン・ドーアとNew Enterprise AssociatesのScott Sandellから1600万ドルの投資受けたと発表した。ジョン・ドーアは、この投資に関して、「価値ある教授サービス」には人々はお金をいとわないだろうと言った。あらゆる収入源は共有される。各参加大学は収入の一部と利潤の20パーセントを受ける。 コーセラと参加大学間の契約のスケジュール1  では、様々な可能性が網羅的に検討されている。以下、その例を挙げるが、これらには一定額をかけることを検討している。
- 認証･･････コーセラが生徒の成績や終了の認可を立証可能な形で行う。
- 信頼のおける評価･･････特定の場所で試験や本人確認などのサービスを行う。
- 雇用者に対する情報の販売･･････生徒の許可を得られる場合、生徒やコースに関するデータを企業･雇用者に販売する。
- 適性評価･･････雇用者や教育機関が一定額を支払う場合、コーセラは生徒の適性評価を行う。
- 個別指導や達成度評価･･････コーセラの従業員や契約者が個別指導を行い、生徒の勉強を評価する。
- 学びの場としての認可･･････コミュニティ・カレッジなどの教育機関や雇用者に対して、学びの場として認可を行う。
- 資金提供･･････「非侵入型」であることを条件に、企業や財団が授業を助成する。
- 学費･････無料お試し期間の後、全てのコースや資料へアクセスするためには、一定度の学費を支払わなくてはいけない。もしくは既に学費を全額負担している生徒がそれぞれの機関において校内かオンラインで使えるようにする。この場合、その教育機関もしくは生徒がコーセラに少額を支払う。

2012年7月、認証や雇用者への情報の販売は積極的に検討された。

## コース
このホームページは、以下のような分野において、コースを有料もしくは無料で提供する。有料コースも大抵は無料での「聴講」が可能である。聴講の場合、試験を受けられないなどいくつかの制限があるが、後で支払いをすればそれらの制限を解除することも可能である。
- コンピュータサイエンス
- 医療（ヘルス･ケア）、医学、生物学
- 社会、ネットワーク、情報
- 人文学、社会科学
- 数学と統計学
- 経済学、金融学、経営学

それぞれのコースでは、週ごとに様々なトピックに関する短いビデオ講義や演習問題がある。例えば人文学や社会科学など、客観的な評価基準を設定することが難しい課題については、相互評価システムを用いる。
2012年秋には、100以上のコースが教えられた。スイス連邦工科大学ローザンヌ校の参入により、 フランス語圏でもコーセラを通じて学べるようになった。 ワシントン大学 (ワシントン州)は、追加課題を満たす限り、コーセラの認証を公式に認める予定だ。2012年10月、Antioch University はコーセラと提携し、従来の授業よりも安く単位を提供すると発表した。さらに、11月にはAmerican Council on Education (ACE) とともに、コーセラの内容が普通の大学の単位とどのように比較されるべきかを評価すると発表した。

## 参加大学
2012年2月創立当時は、スタンフォード大学、ミシガン大学、プリンストン大学、 ペンシルバニア大学と提携をした 7月には、12校が新たに加わり。9月には17校が加わった。一部の大学は、修士号のプログラムも提供しており、世界中とこからでもこれら有名大学の修士号を取得可能である。 
2013年2月現在では、62の大学がコーセラを通じてオンラインの授業を発信している。また、同月22日には、日本の大学としてはじめて東京大学が同年秋より授業を配信すると発表した。
取得できる学位
| 大学名                               | 地域           | 学部                                | 学位           |
| ------------------------------------ | -------------- | ----------------------------------- | -------------- |
| 北テキサス大学                       | アメリカ合衆国 | Applied Arts and Sciences           | 学士(Bachelor) |
| 北テキサス大学                       | アメリカ合衆国 | Science in General Business         | 学士(Bachelor) |
| ロンドン大学                         | イギリス       | Business Administration             | 学士(Bachelor) |
| ロンドン大学                         | イギリス       | Marketing                           | 学士(Bachelor) |
| ロンドン大学                         | イギリス       | Science in Computer Science         | 学士(Bachelor) |
| Fundação Instituto de Administração  | ブラジル       | Business Administration             | 修士(Master)   |
| イリノイ大学アーバナ・シャンペーン校 | アメリカ合衆国 | Business Administration             | 修士(Master)   |
| イリノイ大学アーバナ・シャンペーン校 | アメリカ合衆国 | Science in Management               | 修士(Master)   |
| イリノイ大学アーバナ・シャンペーン校 | アメリカ合衆国 | Science in Accountancy              | 修士(Master)   |
| マッコーリー大学                     | オーストラリア | Business Administration             | 修士(Master)   |
| ロシア国立研究大学経済高等学院       | ロシア         | Business Analytics                  | 修士(Master)   |
| ロシア国立研究大学経済高等学院       | ロシア         | Finance                             | 修士(Master)   |
| パレルモ大学                         | アルゼンチン   | Business Administration             | 修士(Master)   |
| HECパリ（パリ経営大学院）            | フランス       | Innovation and Entrepreneurship     | 修士(Master)   |
| O.P. Jindal Global University        | インド         | Business Analytics                  | 修士(Master)   |
| ペンシルベニア大学                   | アメリカ合衆国 | Computer and Information Technology | 修士(Master)   |
| イリノイ大学アーバナ・シャンペーン校 | アメリカ合衆国 | Computer Science                    | 修士(Master)   |
| ロス・アンデス大学                   | コロンビア     | Ingeniería de Software              | 修士(Master)   |
| ロシア国立研究大学経済高等学院       | ロシア         | Computer Vision                     | 修士(Master)   |
| アリゾナ大学                         | アメリカ合衆国 | Computer Science                    | 修士(Master)   |
| ミシガン大学                         | アメリカ合衆国 | Data Science                        | 修士(Master)   |
| イリノイ大学アーバナ・シャンペーン校 | アメリカ合衆国 | Data Science                        | 修士(Master)   |
| インペリアル・カレッジ・ロンドン     | イギリス       | Machine Learning                    | 修士(Master)   |
| ロシア国立研究大学経済高等学院       | ロシア         | Data and Network Analysis           | 修士(Master)   |
| コロラド大学ボルダー校               | アメリカ合衆国 | Data Science                        | 修士(Master)   |
| ロシア国立研究大学経済高等学院       | ロシア         | Data Science                        | 修士(Master)   |
| ロス・アンデス大学                   | コロンビア     | Data Science                        | 修士(Master)   |
| ミシガン大学                         | アメリカ合衆国 | Public Health                       | 修士(Master)   |
| ミシガン大学                         | アメリカ合衆国 | Population and health science       | 修士(Master)   |
| インペリアル・カレッジ・ロンドン     | イギリス       | Public Health                       | 修士(Master)   |
| コロラド大学ボルダー校               | アメリカ合衆国 | Electrical Engineering              | 修士(Master)   |
| トムスク大学                         | ロシア         | English Language Teaching           | 修士(Master)   |